# Bruce Foxton
Bruce Foxton (Woking, 1º settembre 1955) è un musicista e cantante britannico.
È noto soprattutto per essere stato il bassista della nota band inglese The Jam. Dopo lo scioglimento del gruppo, Foxton ha pubblicato un disco solista nel 1986, senza peraltro incontrare il successo sperato, ed ha anche collaborato (dal 1991 al 2006) con gli Stiff Little Fingers, altra storica band del punk rock delle origini.
Durante il periodo dei Jam ha scoperto la powerpop-band The Vapors, accostandoli ai Jam durante il tour di promozione di Setting Sons.